# 麝香美报春
麝香美报春（学名：Primula yuoschophora）为报春花科报春花属下的一个种。

## 扩展阅读
- 維基物種上的相關：麝香美报春